# سده ۲۰ (پیش از میلاد)

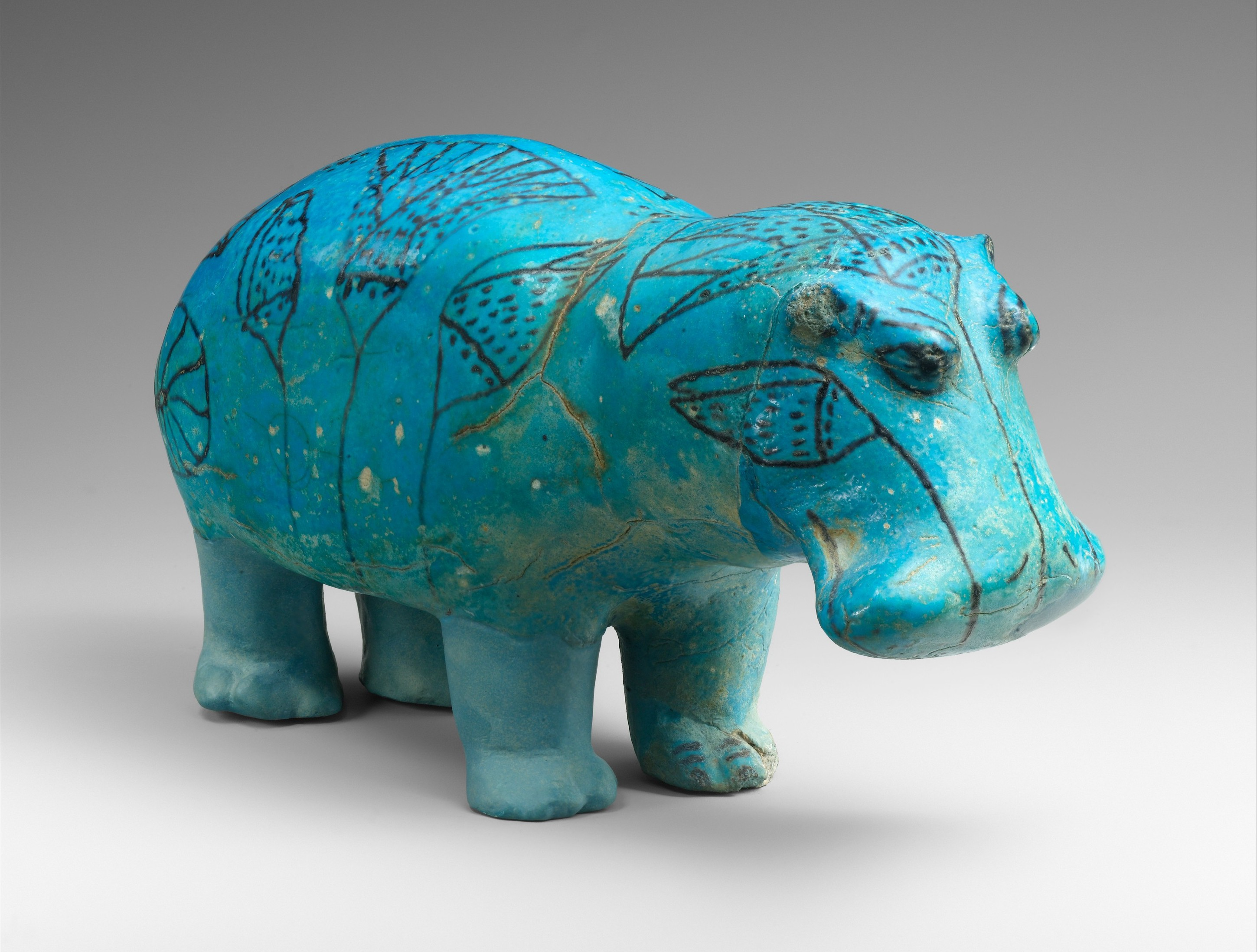
اسب آبی ایستاده

(سدهٔ ۲۱ - سدهٔ ۲۰ پیش از میلاد - سدهٔ ۱۹ - سده‌های دیگر)
قرن بیستم پیش از میلاد، قرنی بود که از سال ۲۰۰۰ پیش از میلاد تا ۱۹۰۱ پیش از میلاد ادامه یافت.

## رخدادها
حدود ۲۰۰۰ سال پیش از میلاد:
- کشاورزان و دامداران از اتیوپی به سمت جنوب سفر کردند و در کنیا ساکن شدند.[۱]
- طلوع فرهنگ کاپاچا در کولیما، مکزیک امروزی.[۲]
- انسان‌ها در ماتانشن، نایاریت امروزی، مکزیک، ساکن شدند.[۲]
- ورود اجداد لاتین‌ها به ایتالیا.
- شهر منتووا تأسیس شد.
- اولین کاخ از کاخ‌های مینوسی در کرت. محل مجموعه کاخ‌های کنوسوس شروع به مسکونی شدن کرد.
- عصر برنز در شمال چین باستان آغاز شد.[۳]
- دوره جومون میانی در ژاپن به پایان رسید.[۴]
- زوال تمدن هاراپا آغاز شد.
- نیم‌تنه هاراپا توسط یکی از اعضای تمدن دره سند ساخته شده است.
- دوگو، از کوروکوما، استان یاماناشی، ساخته شده در دوره جومون. اکنون در موزه ملی توکیو نگهداری می‌شود.
- ساخت استون‌هنج تا حد زیادی تکمیل شد.
- طلوع ستون‌بندی‌های لال-لو و گاتاران شل میدنز در فیلیپین.
- آخرین ماموت پشمالو در جزیره ورانگل منقرض شد.

- ۲۰۰۰-۱۰۰۰ (پیش از میلاد)؛ دودمان شانگ در چین، تمدن اولمک در آمریکای مرکزی.
- ۲۰۰۰؛ اسب رام شده و برای سوارکاری و آمدوشد به کار گرفته شد.
- حدود ۲۰۰۰ تا ۱۹۰۰ پیش از میلاد: «نیم‌تنه کاهن-پادشاه» در موهنجو-دارو، بخشی از تمدن دره سند، حجاری شد.
- ۲۰۶۴-۱۹۸۶ (پیش از میلاد)؛ جنگهای میان دو دودمان در مصر باستان
- ۱۹۹۱ (پیش از میلاد)؛ فرعون منتوهوتپ چهارم درگذشت و یازدهمین دودمان پادشاهی مصر باستان به پایان رسید، آغاز فرمانروایی فرعون آمنمهات یکم و دوازدهمین دودمان پادشاهی مصر باستان.
- ۱۹۹۱-۱۷۸۵ (پیش از میلاد)؛ نیایشگاه سنگی در بنی‌حسن ساخته شد، دودمان دوازدهم مصر
- حدود ۱۹۸۵ پیش از میلاد: اقتدار سیاسی در مصر باستان کمتر متمرکز شد.[۵]
- حدود ۱۹۸۵ پیش از میلاد – ۱۷۹۵ پیش از میلاد:
- مقبره‌های سنگی در بنی حسن ساخته شدند. دودمان دوازدهم.
- «اسب آبی»، از مقبره سنبی (فرماندار) (مقبره B.3) در مایر ساخته شده است. مربوط به سلسله دوازدهم. اکنون در موزه هنر متروپولیتن، نیویورک قرار دارد.
- ۱۹۷۴ (پیش از میلاد)؛ اریشوم یکم سی و سومین فرمانروای آشور شد.[۶]
- ۱۹۶۲-۱۸۹۵ (پیش از میلاد)؛ تندیس کرگدن در نیایشگاه سنبی ساخته شد، دودمان دوازدهم. این تندیس اکنون در موزه هنر متروپولیتن در نیویورک نگاه داشته می‌شود.
- ۱۹۵۳ (پیش از میلاد)؛ سنوسرت یکم لشکرکشی نظامی خود را علیه نوبه سفلی آغاز کرد و منطقه را تا آبشار دوم فتح کرد.[۷]
- ۲۷ فوریه ۱۹۵۳ پیش از میلاد: یک هم‌ترازی بسیار نزدیک سیارات با چشم غیرمسلح رخ داد که در آن این سیارات در یک بازه ۴.۳ درجه‌ای در کنار هم قرار گرفتند.
- ۵ مارس ۱۹۵۳ پیش از میلاد: هم‌ترازی سیارات با چشم غیرمسلح که با محاسبه کامپیوتری انجام شد، در ماه نو و در فصل بهار رخ داد و به اعتقاد محققان ناسا، این رویداد آغازین تقویم چینی بوده است، زیرا آنها با دنبال کردن توضیحات موجود در متن چینی «هونگ فن ژوان» نوشته «لیو شیانگ» در قرن اول پیش از میلاد، به دنبال این رویداد نجومی بودند که گفته می‌شود حدود ۲۰۰۰ سال پیش از میلاد در صورت فلکی پگاسوس (یینگشی) رخ داده است.
- حدود ۱۹۴۲ پیش از میلاد: پادشاه لوبینگن (که امروزه بخشی از زومردا) در گورپشته‌ای بزرگ، درون توده‌ای سنگی به عرض ۲۰ متر (۶۶ فوت) و درون خندقی حلقه‌ای دفن شد.
- ۱۹۳۲ (پیش از میلاد)؛ اموری‌ها بر اور پیروز شدند.
- ۱۹۲۸-۱۸۹۵ (پیش از میلاد)؛ نمایش برداشت خرمن بر دیوار نیایشگاه خنومهوتپ کشیده شد، بنی‌حسن، دودمان دوازدهم مصر
- حدود ۱۹۲۰ پیش از میلاد: سیل دره جیشی. این سیل ممکن است جرقه آغاز اولین سلسله چینی (شیا، فرهنگ ارلیتو) بوده باشد.[۸]
- ۱۹۱۳-۱۹۰۳ (پیش از میلاد)؛ جنگ میان مصر باستان و نوبه
- ۱۹۰۰ (پیش از میلاد)؛ تازش پیشایونانیان به یونان.
- ۱۹۰۰ (پیش از میلاد)؛ برافتادن واپسین دودمان پادشاهی سومر.
- حدود ۱۹۰۰ پیش از میلاد: شالیم-آهوم و پسرش ایلو-شوما تقریباً در این زمان شروع به حکومت بر شهر آشور کردند.

## نوآوری‌ها، یافته‌ها، آشنایی‌ها
- حدود ۲۰۰۰ سال پیش از میلاد: شیشه ظاهر می‌شود.[۹]
- ۲۰۰۰ پیش از میلاد: در امپراتوری آشور قدیم، خط میخی سومری به خط میخی آشوری قدیم تکامل یافته بود و اصلاحات زیادی در املای سومری اعمال شده بود.[۱۰]
- ۱۹۵۰ (پیش از میلاد)؛ برپایه یک میله مسی ویژه برای اندازه‌گیری که در نیپور یافت شده، یک ذرع سومری برابر با ۵۱٫۷۲ سانتیمتر بوده‌است.
- حدود ۱۹۰۰ پیش از میلاد: کاکائو توسط موکایاها در گواتمالا اهلی شد.[۱۱]